# Porte de Baruc
 (février 2014).
Si vous disposez d'ouvrages ou d'articles de référence ou si vous connaissez des sites web de qualité traitant du thème abordé ici, merci de compléter l'article en donnant les références utiles à sa vérifiabilité et en les liant à la section « Notes et références ».
La Porte de Baruc est un monument historique situé sur la commune de Hyères. C'est l'une des quatre portes de la barbacane de la cité.

## Histoire
Dans un acte de 1484, ce portail était appelé le portail de « Baudron ». Ce nom, en provençal moderne bòudro signifie vase, boue délayée, ordures.[réf. nécessaire]
La porte est inscrite au titre des monuments historiques par arrêté du 27 janvier 1926.